# Shari Springer Berman et Robert Pulcini
Pour les articles homonymes, voir Berman.
Shari Springer Berman (née le 13 juillet 1963 à New York) et Robert Pulcini (né le 24 août 1964 à New York) sont un duo de réalisateurs et scénaristes américain.
Leur film American Splendor (2003), mêlant documentaire et fiction, a été nommé aux Oscars et a remporté de nombreux prix.

## Biographie
Berman et Pulcini sont mariés depuis 1994, et ont adopté un enfant, Antonio.

## Filmographie
- 1993 : Miss Ruby's House de Lisa Collins (producteurs)
- 1997 : Off the Menu: The Last Days of Chasen's
- 2000 : The Young and the Dead
- 2002 : Hello, He Lied (TV)
- 2003 : American Splendor (également scénaristes)
- 2006 : Wanderlust (documentaire télévisuel) (également scénaristes)
- 2007 : Le Journal d'une baby-sitter (The Nanny Diaries) (également scénaristes)
- 2010 : The Extra Man (également co-scénaristes)
- 2011 : Cinema Verite (TV)
- 2012 : Imogene (Girl Most Likely)
- 2015 : Ten Thousand Saints (également scénaristes)
- 2021 : Dans les angles morts (Things Heard & Seen) (également scénaristes)